# Stéréognosie
La stéréognosie, aussi appelée gnosie tactile, se définit par la capacité d’une personne à reconnaître et identifier les caractéristiques d’un objet ou d’une forme géométrique uniquement en sollicitant les perceptions tactiles (toucher, texture et température) et les informations proprioceptives (pression, position, mouvement et poids) que l’objet ou la forme fournissent . 

## Au niveau du cerveau
La stéréognosie est particulièrement liée au bon fonctionnement des fonctions du lobe pariétal. Effectivement, ce dernier reçoit et intègre des informations sensorielles qui sont ensuite analysées et mises en relation avec des éléments déjà encodés. Ainsi, il y a reconnaissance de l’objet ou de la forme en question.  En cas de lésions ou de mauvais fonctionnement au niveau du lobe pariétal, il est possible que l’analyse et la mise en relation soient limitées. On parle alors, d’astéréognosie qui est l’incapacité de reconnaitre un objet.

## Spécifiquement en ergothérapie
L’engagement dans les activités du quotidien est considéré comme essentiel dans la vie de tous les jours et influence la santé et le bien-être. En fait, la stéréognosie est essentielle pour plusieurs occupations dans le quotidien d’une personne. Elle rend possible les activités quotidiennes pour lesquelles la vision est parfois obstruée, par exemple trouver l’objet désiré dans un endroit sans lumière ou encore trouver un crayon dans le fond d’un sac. Aussi, la stéréognosie rend possible l’accomplissement d’une activité sans recours à la vision, par exemple pouvoir utiliser une fourchette tout en ayant une conversation ou encore tricoter en regardant la télévision. La stéréognosie est souvent dépendante d’une bonne discrimination tactile et influencée par le contrôle moteur. Dans le quotidien, une personne présentant une astéréognosie utilise énormément la vision et est généralement plus lente dans l’accomplissement de ses activités. Une évaluation de la stéréognosie permet d’évaluer la capacité à reconnaître des objets communs et les composantes tactiles d’une personne, dans le but d’établir s’il y a une atteinte au quotidien.